# Distretto di Le Locle
Il distretto di Le Locle è stato fino al 31 dicembre 2017 un distretto del Canton Neuchâtel, in Svizzera. Confinava con i distretti di La Chaux-de-Fonds a nord-est, di Val-de-Ruz a est, di Boudry a sud-est, di Val-de-Travers a sud e con la Francia (dipartimento del Doubs in Borgogna-Franca Contea) a nord. Il capoluogo era Le Locle.

## Suddivisioni
Amministrativamente era diviso in 7 comuni:
- Brot-Plamboz
- La Brévine
- La Chaux-du-Milieu
- Le Cerneux-Péquignot
- Le Locle
- Les Brenets
- Les Ponts-de-Martel